# Drie Stèles van Seth
De Drie Stèles van Seth is een gnostisch geschrift, dat in een Koptische vertaling onderdeel was van de vondst van de Nag Hammadigeschriften in 1945. Er moet een oorspronkelijk Griekse tekst zijn geweest, maar daar is nooit iets van gevonden. Het werk handelt over een aantal hymnen die door Seth gebeiteld zouden zijn op drie stèles om die voor het nageslacht te behouden. 
In het Bijbelboek Genesis was Seth de derde zoon van Adam en Eva, na Kaïn en Abel. In de gnostische stroming van het sethianisme had Seth de rol van de geestelijke vader en de hoeder van het geslacht van de gnostici. In een aantal gnostische teksten werd hij gelijkgesteld met Jezus Christus en had hij de rol van de verlosser. In de kosmogonie van  de sethiaanse literatuur van de tweede eeuw had Seth een betekenis die even belangrijk was als die van Christus en werd Christus ook wel geïdentificeerd met Seth als manifestatie van dezelfde goddelijke entiteit. De gelovigen zagen zichzelf als de nakomelingen of “het zaad” van Seth.
In meerdere gnostische teksten heeft Seth informatie voor het nageslacht bewaard. In het Heilige boek van de grote onzichtbare Geest en in de Openbaring van Adam laat hij teksten na die verborgen werden op bergtoppen. Dat thema  zou kunnen steunen op prechristelijke joodse tradities. In het Boek van Adam en Eva, dat materiaal bevat dat teruggaat tot de eerste eeuw n.Chr., vertelt Adam aan Seth over een door hem ontvangen openbaring. Die ontvangen wijsheid schrijft Seth op twee stèles. In het eerste boek van de Oude geschiedenis van de Joden schrijft Flavius Josephus (overleden omstreeks 100) dat Seth een zeer deugdzaam bestaan leidde en al zijn goede eigenschappen en kennis aan zijn kinderen overdroeg, waaronder de kennis van de astrologie. Aangezien Adam een keer voorspelde dat de aarde zou worden vernietigd door een zondvloed en daarna een storm van vuur en zwavel, legden de nakomelingen van Seth deze kennis vast op twee stèles, zodat die voor de mensheid behouden zou blijven.  
De  Drie Stèles van Seth  behoort met  Zostrianus, Allogenes en  Marsanes tot de latere platoniserende fase van de sethiaanse literatuur. Een aan deze geschriften verwante tekst is het Titelloze geschrift uit de Codex Brucianus  dat dateert van eind derde of begin vierde eeuw. Het kent ook platoniserende voorstellingen. De relatie met het sethianisme is echter veel minder aanwezig en op het vakgebied omstreden. 
Vanaf het eind van de tweede eeuw begon het sethianisme zich af te keren van een steeds orthodoxer wordend christendom en begon zich te richten op de meer individuele contemplatieve praktijken van het platonisme van de derde eeuw. Aan het eind van de derde eeuw raakte het ook vervreemd van orthodoxe platonisten en was er sprake van toenemende invloed van neoplatonisten. In deze tekst is er met name invloed van Plotinus (overleden 270) te herkennen. In het werk zijn nauwelijks meer christelijke invloeden aanwezig. De oorspronkelijke Griekse versie moet tussen het midden en het eind van de derde eeuw geschreven zijn. 

## Essentie van de inhoud
In de inleiding wordt verhaald dat een man met de naam  Dositheus een openbaring heeft ontvangen waarin hij de drie stèles had gezien. Nadat hij de hymnen had gelezen, herinnerde hij zich de tekst daarvan en maakte die bekend aan de uitverkorenen, waarmee de gnostici worden bedoeld. Dositheos was een leraar van Simon Magus. Het toeschrijven van de openbaring aan Dositheus heeft geen andere functie dan een poging de tekst meer gezag te verlenen. 
De hymnen op de stèles zijn lofprijzingen op goddelijke zijnsvormen die voorkomen in het pleroma van de sethianen. In de gnostiek is pleroma de benaming voor de volheid, de structuur en  verblijfplaats van de goddelijke wereld. 
De hymne in het eerste deel van de eerste stèle is een loftuiting aan de vader van Seth die daar Pigeradamas, de hemelse Adam, wordt genoemd. In het tweede deel wordt de Zoon, de Zelfverwekte, geprezen. De tekst op de tweede stèle is een loftuiting aan Barbelo, de goddelijke Moeder. Zij wordt op extatische wijze geprezen als de eerste schaduw van de heilige Vader en een wereld van waarheid. De tekst op de derde stèle richt zich tot de hoogste goddelijke zijnsvorm, de volstrekt onkenbare Vader. Hij wordt aangesproken als Niet-Zijn. Bestaan dat aan alle bestaan voorafgaat, Vader van de goddelijkheid en het leven, Schepper van het denkend bewustzijn, Gever van het goede, Gever van de gelukzaligheid. Het zijn teksten die duidelijk verwant zijn aan het neoplatonisme. 
Het eind van de tekst is een vorm van een liturgische instructie. Er wordt een aanwijzing gegeven van het gebruik van deze hymnen voor de opstijging van de ziel via de Zoon en de Moeder naar de Vader. De tekst vermeldt dat de hymnen gebruikt moeten worden in de volgorde van de drie stèles, gevolgd door een contemplatie in stilte. Hierna moeten de hymnen opnieuw gereciteerd worden, maar in omgekeerde volgorde. 